# Egon Nickel

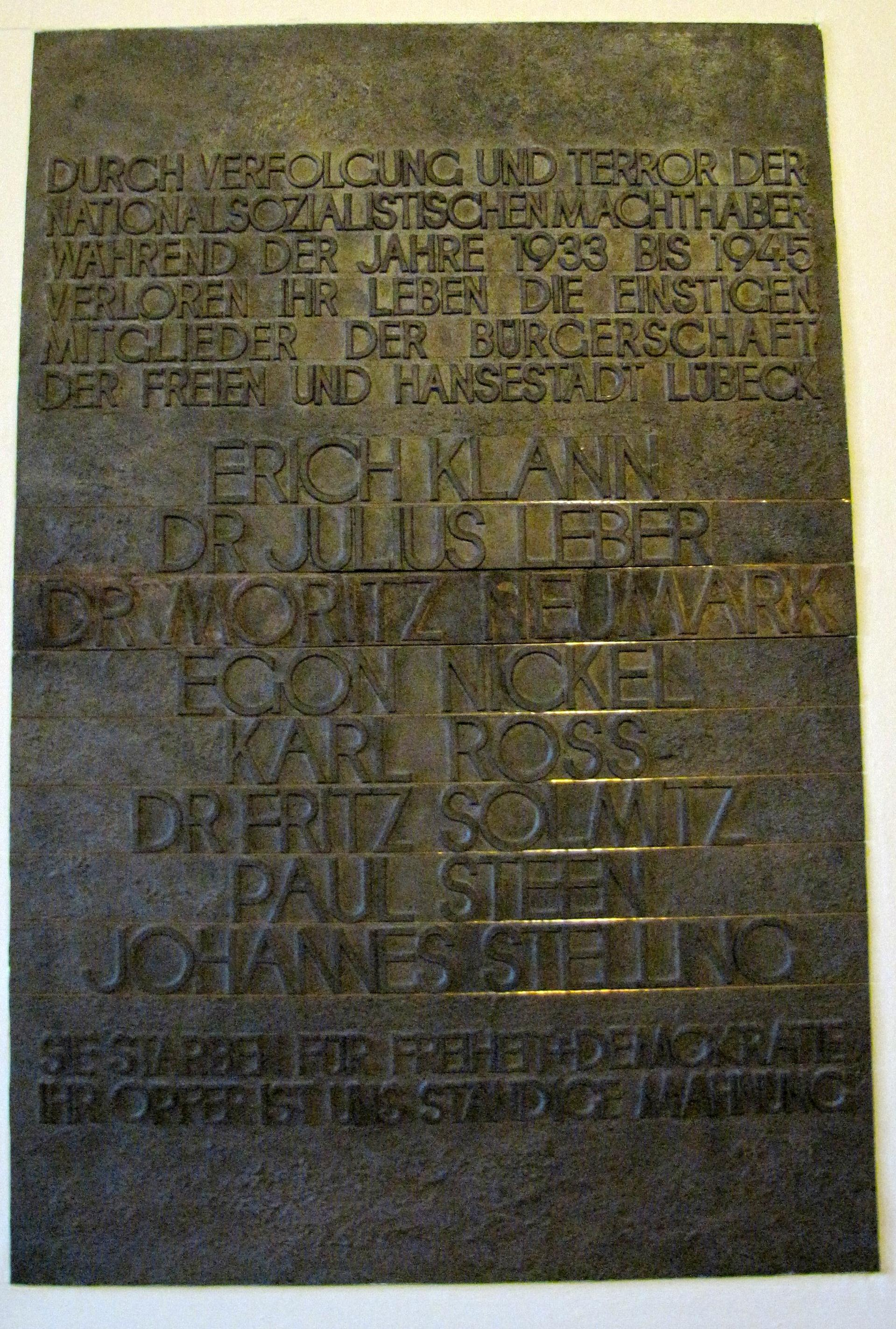
Gedenktafel im Lübecker Rathaus für die Bürgerschaftsmitglieder, die Opfer des Nationalsozialismus wurden

Egon Nickel (* 5. April 1893 in Lübeck; † 28. März 1941 in Berlin) war ein deutscher Politiker der KPD in der Weimarer Republik und Abgeordneter in der Lübecker Bürgerschaft.

## Leben
Der gelernte Schlosser Nickel war in den Jahren 1921 bis 1926 für drei Legislaturperioden Abgeordneter der Kommunistischen Partei Deutschlands in der Lübecker Bürgerschaft, einem der kleineren der deutschen Landesparlamente. In der Bürgerschaft führte er die KPD-Fraktion als Vorsitzender an. Nach dem Mord an Walter Rathenau war Nickel Mitglied eines Fünferausschuss des Parlaments zur Umsetzung des Republikschutzgesetz in Lübeck. Mit SPD und KPD gehörten dem Ausschuss nur Vertreter der Arbeiterparteien an. Später stand er mit weiteren Kommunisten vor Gericht, weil ihnen vorgeworfen wurde am 18. März 1931 in Hemelingen bei einer Veranstaltung der Nationalsozialisten Landfriedensbruch begangen zu haben.
Danach wurde Nickel Organisationsleiter der KPD in Altona, Hamburg und Bremen. Im Januar 1934 wurde Kattner in der illegalen KPD-Zeitung Die Rote Fahne zusammen mit Helmuth Lass, Paul Grobis, Werner Kraus und Alfred Kattner als Verräter angeprangert. Am 14. Juli 1933 verhaftet, wurde Nickel wegen Hochverrats zu drei Jahren Haft im Zuchthaus verurteilt sowie 1938 im KZ Sachsenhausen in sogenannte Schutzhaft genommen. Nickel starb am 28. März 1941 als Teil eines Außenkommandos zur Kampfmittelbeseitigung in Berlin-Lichtenberg.

## Gedenken

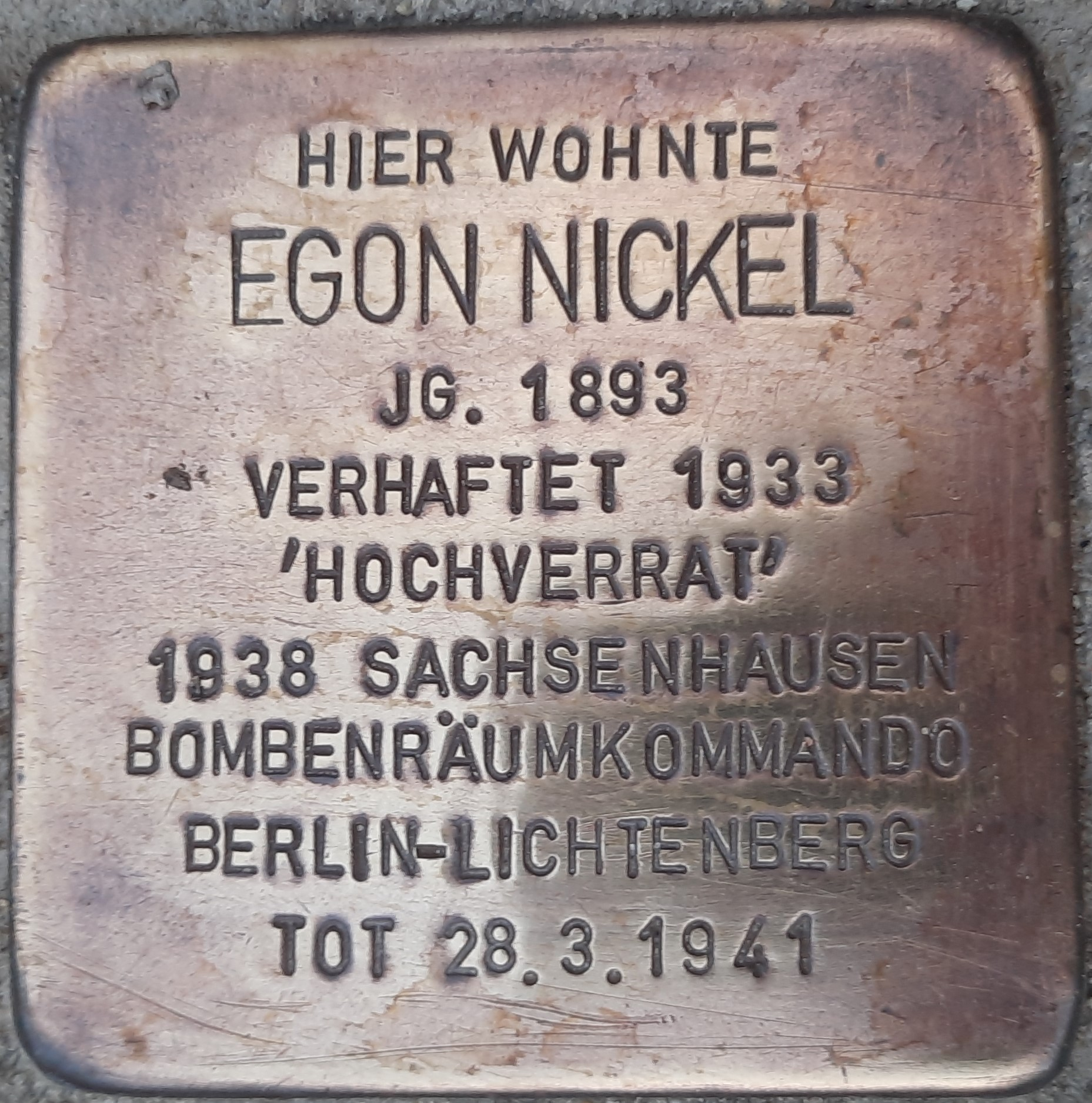
Stolperstein für Egon Nickel in Lübeck

Die Egon-Nickel-Straße im Stadtteil St. Jürgen ist nach ihm benannt. Vor der Stitenstraße 4 in Lübeck erinnert ein Stolperstein an sein Schicksal.